# Francesc Manuel Kovacs Reus
Francesc Manuel Kovacs Reus (Palma, 1964) és un metge neurocirurgià i investigador mallorquí especialista en l'esquena.
Kovacs fou un nin prodigi i es llicencià en medicina als dinou anys. També estudià piano i orgue i composició i als set anys feu el seu primer recital. Disposa de consultes mèdiques a Madrid i a Palma i col·labora amb la Creu Roja i diverses administracions. En el camp de les Ciències de la salut és l'investigador principal de les Illes Balears i és entre els científics més rellevants del món, segons un informe de Webcindario.
Va divulgar l'anomenada neuroreflexoteràpia (NRT), que consisteix en la implantació transitòria d'unes grapes a la zona de l'esquena que es vulgui tractar. Aquest mètode fou inventat pel seu pare René Kovacs el 1970. Va ser comercialitzat posteriorment per la Fundació Kovacs, creada el 1986 i que va fer fallida el 2016. El mètode és considerat com a tecnologia terapèutica segons algunes fonts. Altres la classifiquen com a medicina alternativa. La neuroreflexoteràpia va ser aplicada a les Illes Balears entre 2001 a 2015 per la Fundació Kovacs encarregada pel Servei de Salut de les Illes Balears per atendre pacients amb patologia mecànica subaguda i crònica del raquis.
En el pla polític, Kovacs ha destacat per defensar els postulats del Partit Popular de les Illes Balears en diverses ocasions segons algunes fonts, però no és partidista segons El Mundo o segons un document que la mateixa Fundiació Kovacs ha enviat a Manacor Noticias. El seu nom aparegué el 2015 a la llista Falciani malgrat que nega cap vincle amb HSBC.

## Obra
- Hijos mejores. Guía para una educación inteligente. ISBN 9788427031098
- Aprendiendo a ser padres. El método Kovacs. ISBN 9788427037106
- Amb Mario Gestoso García i Nicole M. Vecchierini Dirat: Como cuidar su espalda. ISBN 9788480194587
- Amb Jenny Moix: Manual del dolor. Tratamiento cognitivo conductual del dolor crónico. ISBN 9788449322815